# Thiago Santos
Thiago Santos de Lima, född 7 januari 1984 i Rio de Janeiro, är en brasiliansk MMA-utövare som sedan 2013 tävlar i organisationen Ultimate Fighting Championship.